# 李晓东 (乒乓球教练)
李晓东（？—），中国乒乓球教练，曾任中国国家乒乓球队男队、女队主教练，为王励勤、王楠的主管教练。
女儿是奥地利籍乒乓球运动员李嫱冰。